# یواس‌اس کاسوتا (وای‌تی‌بی-۲۲۲)
یواس‌اس کاسوتا (وای‌تی‌بی-۲۲۲) (به انگلیسی: USS Kasota (YTB-222)) یک کشتی بود که طول آن ۱۱۰ فوت ۰ اینچ (۳۳٫۵۳ متر) بود. این کشتی در سال ۱۹۴۴ ساخته شد.